# Vasaloppet 1923
Vasaloppet 1923 var det andra Vasaloppet och hölls den 4 mars 1923. Segrare blev Oskar Lindberg på tiden 6 timmar, 32 minuter och 41 sekunder. Loppet var det första under devisen "I fädrens spår för framtids segrar". En kvinna deltog – Margit Nordin.

## Bakgrund
Loppet arrangerades av IFK Mora. Sträckan var på cirka 91 km och gick till större delen på vanliga vägar. Av 169 anmälda deltagare kom 161 till starten. Devisen "I fädrens spår för framtids segrar" myntades av Gustaf Ankarcrona.

## Loppet
Starten gick söndagen den 4 mars 1923 kl 06:00 på Olnispagården i Berga By, startflaggan hölls av Johan Westling. Efter 6 timmar 32 minuter och 41 sekunder kom Oskar Lindberg först i mål i Mora. 158 deltagare fullföljde loppet. Lindberg belönades med segerkransen av kranskullan Hilma Ström från Mora.
Margit Nordin från IFK Grängesberg var enda deltagande kvinna och gick i mål på tiden 10 timmar 9 minuter och 42 sekunder. Margit hade startnummer 103 och kom på sista plats men gick till skidhistorien som första kvinnan som genomfört ett Vasalopp.

## Vinnartabell
| Placering | Startnummer | Namn             | Klubb/Land/Ort | Tid     |
| --------- | ----------- | ---------------- | -------------- | ------- |
| 1         |             | Oskar Lindberg   | IFK Norsjö     | 6:32:41 |
| 2         |             | Anders Persson   | Bollnäs        | 6:33:30 |
| 3         |             | Gustaf Stångberg | Ludvika        | 6:34:36 |
| 4         |             | Axel Israelsson  | Dala-Järna IK  | 6:41:39 |
| 5         |             | Anton Stenberg   | Umeå SK        | 6:42:08 |